# 羅祖米夫卡 (亞戈京區)
50°20′12″N 31°47′44″E / 50.33667°N 31.79556°E
羅祖米夫卡（烏克蘭語：Розумівка）是位於烏克蘭北部的村莊，由基辅州鲍里斯皮尔区的亞霍滕市鎮負責管轄。該村始建於1632年，面積0.27平方公里，海拔高度123米，2001年人口7，人口密度每平方公里25.9人。